# Sanandaj

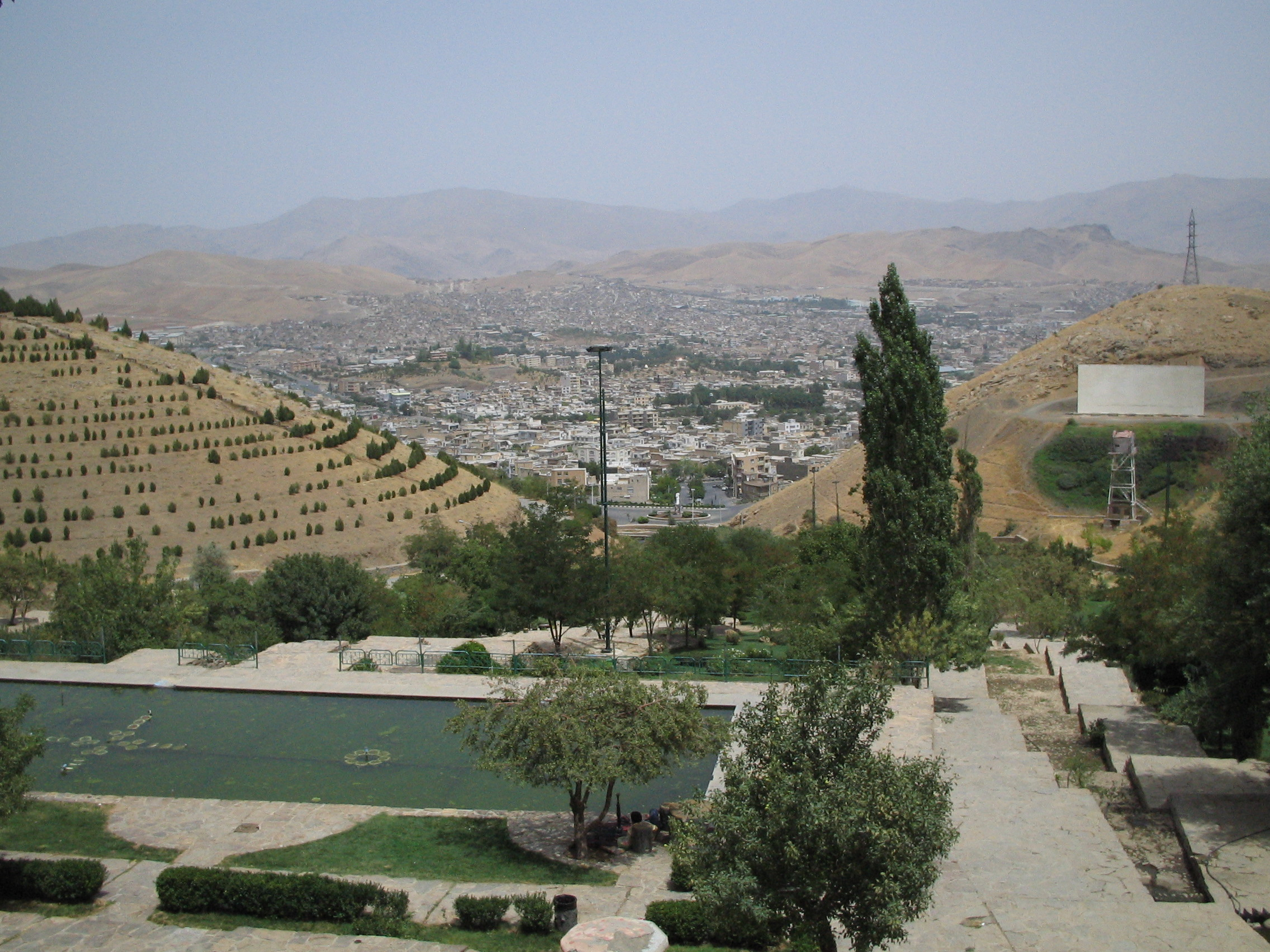
Una vista della città dalla montagna di Awyer.

Sanandaj (Sinne o Senna, in curdo Sine‎; سنندج‎ in farsi) è il capoluogo della provincia iraniana del Kurdistan, situato nella zona occidentale del paese a maggioranza curda: è il capoluogo dello shahrestān omonimo.
Aveva una popolazione di 412 767 abitanti nel 2016 e si trova a una distanza di 512 chilometri da Tehran, a 1480 m s.l.m. La popolazione di Sanandaj è principalmente curda, con una minoranza di armeni e di ebrei. La gente delle zone rurali locali tende ad usare la parola Kursan, una variante locale del Kurdistan.